# Centre hospitalier universitaire en France
« CHRU » redirige ici. Pour les autres significations, voir CHRU (homonymie).
Pour la situation dans d'autres pays, voir Centre hospitalier universitaire.

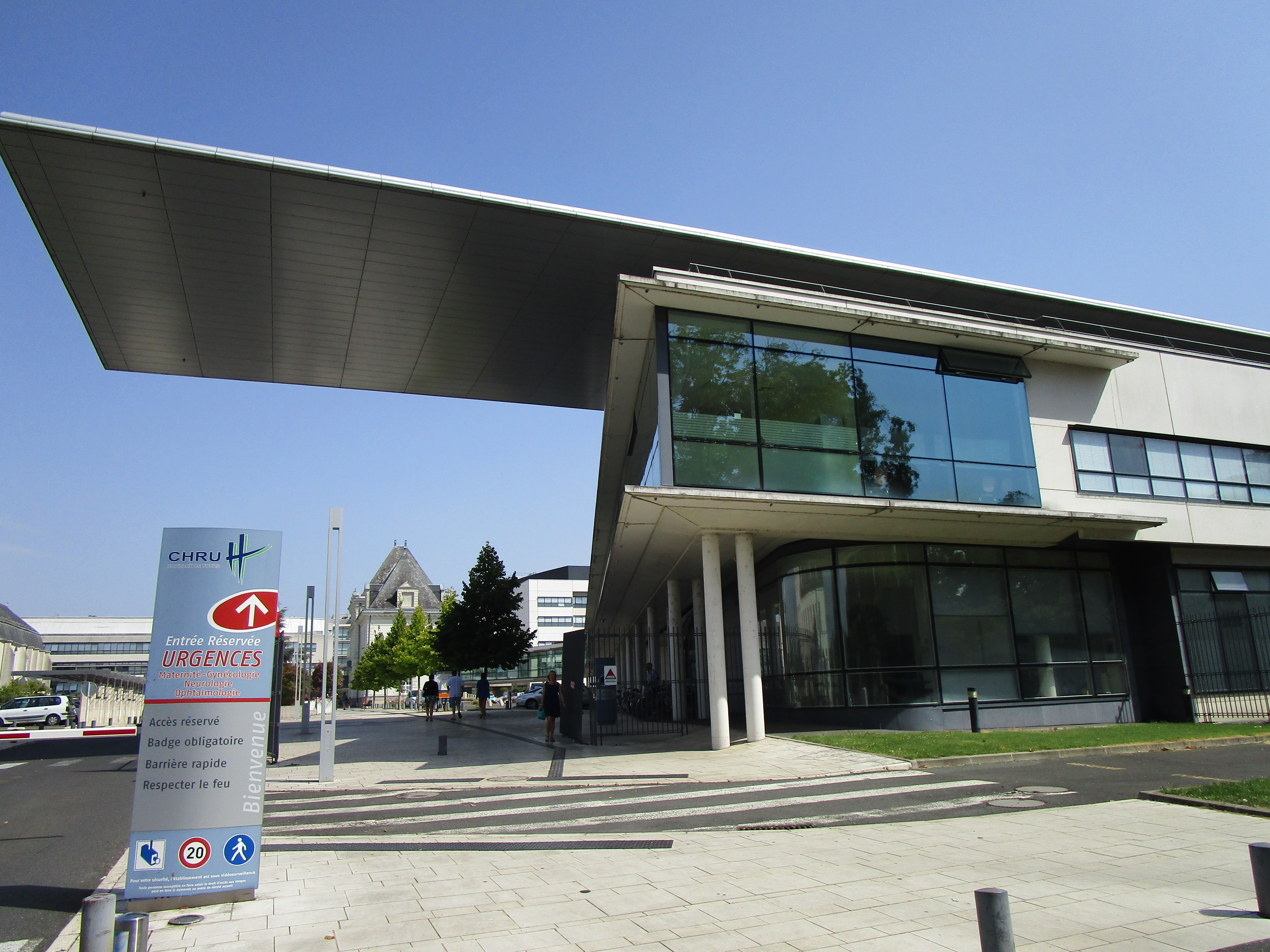
Le Centre hospitalier régional universitaire de Tours.

En France, les centres hospitaliers régionaux et universitaires (CHR&U), plus couramment appelés centres hospitaliers et universitaires (CHU), sont des centres hospitaliers régionaux (CHR), c'est-à-dire des établissements publics de santé, ayant passé une convention avec une université, ou éventuellement avec plusieurs universités. Ils ont une triple mission de soins, d'enseignement et de recherche. Ces structures sont régies par des dispositions spécifiques du code de la santé publique et du code de l'éducation. Trois d'entre elles bénéficient d'un statut et d'un fonctionnement particuliers[réf. nécessaire], par exemple au niveau de leurs instances de décision :
- Assistance publique - Hôpitaux de Paris ;
- Assistance publique - Hôpitaux de Marseille ;
- Hospices civils de Lyon.

## Historique
Ils ont été créés par l'ordonnance 58-1373 du 30 décembre 1958 ("Ordonnances Debré") qui prévoit dans son article 1er : « Dans les villes sièges de faculté de médecine, de facultés mixtes de médecine et de pharmacie, ou d'écoles nationales de médecine et de pharmacie, les facultés ou écoles et les centres hospitaliers organisent conjointement l'ensemble de leurs services en centres de soins, d'enseignement et de recherche, conformément aux dispositions de la présente ordonnance. Ces centres prennent le nom de centres hospitaliers et universitaires ». L'ordonnance a été préparée par le Comité interministériel présidée par le professeur Robert Debré. Les CHU ont servi de modèle à la création de centres hospitaliers universitaires vétérinaires.

## Personnel médical hospitalier et universitaire
La création des centres hospitaliers universitaires a permis l'émergence d'un statut mixte hospitalier et universitaire, se caractérisant par plusieurs corps médicaux dont la nomination est conjointe entre hôpital et université. Employés par leur université, et nommés sur un emploi hospitalier et universitaire, ils sont rattachés à un service hospitalier et un département universitaire, le plus souvent au sein d'un laboratoire de recherche. Les missions des personnels hospitaliers et universitaires sont triples : soins, enseignement et recherche ; la valence entre leurs différentes missions n'étant pas précisée par les textes.
Parmi ces personnels dits bi-appartenants, on distingue :
- les professeurs des universités-praticiens hospitaliers, enseignants-chercheurs titulaires ;
- les maîtres de conférences des universités-praticiens hospitaliers, enseignants-chercheurs titulaires ;
- les praticiens hospitaliers universitaires, praticiens hospitaliers qui exercent leurs fonctions à titre temporaire ;
- les chefs de clinique des universités-assistants des hôpitaux, non titulaires de leur emploi dans les disciplines cliniques ;
- les assistants hospitaliers universitaires, non titulaires de leur emploi dans les disciplines biologiques, mixtes et pharmaceutiques.

Ces personnels sont gérés conjointement par le ministère chargé de l'enseignement supérieur, par l'intermédiaire de leur université de rattachement, et par le centre national de gestion  pour la partie hospitalière de leur activité. La rémunération de ces personnels a la particularité d'associer un traitement universitaire et un émolument hospitalier, seule une partie de leur rémunération étant soumise aux cotisations salariales et de retraite. La valence entre leurs trois missions professionnelles n'est pas définie par voie réglementaire.
Rapidement après la création des CHU, il est apparu que l'activité hospitalière de soins ne pouvait être assurée exclusivement par un personnel bi-appartenant car leur service hebdomadaire n'est pas totalement dévoué à l'hôpital. Ils peuvent être amenés à intervenir au sein des universités ou des unités de recherche au titre de leur activité d'enseignement et de recherche. Les praticiens hospitaliers assurent ainsi au sein des CHU une activité de soins, en qualité de salarié mono-appartenant de l'hôpital dans lequel ils sont nommés. Dans les faits et grâce à un statut particulier, les praticiens hospitaliers nommés en CHU peuvent être amenés à participer à l'activité d'enseignement et de recherche, par exemple via l'enseignement aux étudiants hospitaliers ou l'activité de recherche clinique.

## Un rôle régional
Les CHU ont sur le plan sanitaire une vocation régionale et jouent un rôle premier dans la planification régionale. Il en existait un par région suivant le découpage administratif en vigueur de 1970 à 2015. Faisaient exception la région Rhône-Alpes avec 3 CHU (Grenoble, Lyon et Saint-Étienne) et les régions Provence-Alpes-Côte d'Azur (Marseille et Nice), Pays de la Loire (Angers et Nantes), Languedoc-Roussillon (Montpellier et Nîmes), Bretagne (Brest et Rennes) avec chacune deux CHU. En revanche, la Corse n'en compte aucun.
Les CHU sont décomposés en plusieurs sites, bénéficiant d'un plateau technique et biologique lourd leur permettant de proposer une offre de soins complète et d'atteindre une taille critique.

### Actes spécifiques
Les actes pratiqués uniquement dans les CHU représentent 5,5 % seulement de leur activité de médecine, chirurgie et obstétrique.

### Prérogatives des CHU
Les CHU exercent des missions supplémentaires par rapport à un centre hospitalier :
- l'enseignement et la formation des étudiants médicaux et paramédicaux organisées par l'Université ;
- la recherche qu'elle soit clinique, fondamentale ou translationnelle pilotée par l'Université, l'INSERM ou le CNRS
- l'activité de recours et de référence, concernant les maladies rares.
- certaines missions d'intérêt général (urgences, centre antipoison, etc.)

### L'enseignement et la recherche
- Les CHU sont le terrain de stage et d'exercice d'un certain nombre d'étudiants médecins, chirurgiens-dentistes, sages-femmes et pharmaciens en cours de formation, salariés de leur centre hospitalier universitaire de rattachement. En médecine, l'activité courante de soins est gérée par un étudiant en fin de formation, appelé interne sous la supervision d'un médecin titulaire. Les étudiants de deuxième cycle sont eux qualifiés d'externes ou étudiants hospitaliers.
- Les études d'infirmier, d'aide-soignant, de manipulateur radio et d'autres professions paramédicales impliquent également la réalisation de stages hospitaliers, réalisés entre autres au sein des centres hospitaliers universitaires.
- Comme expliqué précédemment, certains médecins hospitaliers sont également enseignants-chercheurs dans une université.

### L'activité de recours
L'activité de recours se justifie par une offre de soins régionale complète, impliquant médecins libéraux, salariés et hospitaliers. Les CHU se caractérisent par un plateau technique et biologique plus développé, et des services dont la tendance est à la sur-spécialisation. Ainsi, un patient hospitalisé au sein d'un service de CHU doit théoriquement y avoir été adressé par son médecin référent, quel que soit son mode d'exercice (public, salarié, libéral). Les patients accueillis en CHU sont ainsi préférentiellement en impasse diagnostique ou thérapeutique. Ils peuvent également être traités dans le cadre de maladies rares, pour lequel le CHU est étiqueté centre de référence. L'activité de soins implique généralement des interlocuteurs de santé différents, nécessitant une coordination dans le parcours de soins.

### Liste
| Amiens · Angers · Besançon · Bordeaux · Brest · Caen · Clermont-Ferrand · Dijon · Grenoble · Lille · Limoges · Lyon · Marseille · Martinique est hors cadre · Montpellier · Nancy · Nantes · Nice · Nîmes · Orléans · Paris · Pointe-à-Pitre est hors cadre · Poitiers · Reims · Rennes · La Réunion est hors cadre · Rouen · Saint-Étienne · Strasbourg · Toulouse · Tours |

Il existe 31 CHU en France :
- CHU d'Amiens
- CHU d'Angers
- CHU de Besançon
- CHU de Bordeaux
- CHU de Brest
- CHRU de Caen
- CHU de Clermont-Ferrand
- CHU de Dijon
- CHU de Grenoble
- CHU de Lille
- CHU de Limoges
- Hospices civils de Lyon
- Assistance publique - Hôpitaux de Marseille
- CHU de Martinique
- CHU de  Montpellier
- CHRU de Nancy
- CHU de Nantes
- CHU de Nice
- CHU de Nîmes
- CHU d'Orléans
- Assistance publique - Hôpitaux de Paris
- CHU de Pointe-à-Pitre/Les Abymes
- CHU de Poitiers
- CHU de Reims
- CHU de Rennes
- CHU de La Réunion
- CHU de Rouen
- CHU de Saint-Étienne
- Hôpitaux universitaires de Strasbourg
- CHU de Toulouse
- CHRU de Tours

On comptabilise parfois les centres hospitaliers régionaux (CHR) dans la liste des CHU bien qu'il n'y ait pas d'unité de formation et de recherche (faculté) de médecine dans ces villes. Il y en a un :
- CHR de Metz-Thionville